# Cichorieae
Tribu
Classification APG III (2009)
Les Cichorieae sont une tribu de plantes à fleurs dicotylédones de la famille des Astéracées.

## Taxonomie

### Liste des sous-tribus
Selon NCBI (30 oct. 2010) :
- sous-tribu des Chondrillinae
- sous-tribu des Cichoriinae
- sous-tribu des Crepidinae
- sous-tribu des Hieraciinae
- sous-tribu des Hyoseridinae
  - espèce Hyoseris frutescens
- sous-tribu des Hypochaeridinae
- sous-tribu des Lactucinae
- sous-tribu des Microseridinae
- sous-tribu des Scolyminae
- sous-tribu des Scorzonerinae
- sous-tribu des Warioniinae

### Synonymes
- Lactuceae Cass. in J. Phys. Chim. Hist. Nat. Arts 88: 151. (1819)
- Catanancheae D. Don (1829)
- Crepideae Lindl. (1829)
- Hieracieae D. Don (1829)
- Hypochaerideae D. Don (1829)
- Scorzonereae D. Don (1829)
- Taraxaceae D. Don (1829)
- Gundelieae Lecoq & Juillet (1831)
- Hyoserideae Kostel. (1833)
- Scolymeae Kostel. (1833)
- Leontodonteae (Sch.Bip.) W.D.J. Koch (1834)
- Picrideae Sch.Bip. (1834)
- Tragopogoneae Sch.Bip. (1834)
- Urospermeae Sch.Bip. (1834)
- Chondrilleae W.D.J. Koch (1837)